# Common Existence
Common Existence è il quinto album in studio del gruppo post-hardcore statunitense dei Thursday, pubblicato nel 2009.

## Tracce
1. Resuscitation of a Dead Man – 3:21
2. Last Call – 4:03
3. As He Climbed the Dark Mountain – 3:01
4. Friends in the Armed Forces – 4:10
5. Beyond the Visible Spectrum – 3:59
6. Time's Arrow – 4:13
7. Unintended Long Term Effects – 2:18
8. Circuits of Fever – 5:07
9. Subway Funeral – 4:18
10. Love Has Led Us Astray – 4:39
11. You Were the Cancer – 5:49

## Formazione
Gruppo
- Geoff Rickly – voce
- Tom Keeley – chitarra, cori
- Steve Pedulla – chitarra, cori
- Tim Payne – basso
- Tucker Rule – batteria
- Andrew Everding – tastiere, sintetizzatori, cori

Collaboratori
- Tim McIlrath – voce in Resuscitation of a Dead Man
- Walter Schreifels – voce in Friends in the Armed Forces